# Zlatý most (Vietnam)
Zlatý most (vietnamsky Cầu Vàng) je 150metrový most pro pěší, který se nachází v horách Bà Nà nedaleko města Danang ve středním Vietnamu. Most podpírají dvě obří ruce. Most byl otevřen v červnu 2018. Jeho autorem je architekt Vu Viet Anha.
Ruce jsou vyrobeny z ocelového pletiva a vyplněny skleněným vláknem. Povrchová úprava navozuje dojem zvětralého kamene. Mezi zlatým zábradlím mostu jsou vysázeny záhony fialových lobelek.